# Баркер, Даррен
Даррен Баркер (англ. Darren Barker), род. 19 мая 1982 года, Барнет, Лондон, Великобритания) — британский боксёр-профессионал, выступающий в средней весовой категории (англ. Middleweight). Чемпион мира по версии (по версии IBF, 2013)

## Любительская карьера
Баркер начал свою боксерскую карьеру в юном возрасте, он обучался в местном клубе родного города. После успешного и длительного периода в клубе, Баркер решил двигаться дальше для дальнейшего боксёрского роста. В 2002 году Баркер выиграл золотую медаль Игр Содружества на чемпионате, который состоялся в Манчестере. Он также стал чемпионом наций содружества по любительской версии С NABC. До решение стать профессиональным любительской рекорд Баркера составлял 68 боев, 55 побед и 13 поражений.

## Профессиональная карьера
В сентябре 2004 года Баркер дебютировал на любительском ринге. Первые три года проводил низкорейтинговые бои против слабой оппозиции. За это время Даррен завоевал титул Southern Area по версии BBBofC Британского Содружества.
14 ноября 2007 года состоялся первый серьёзный поединок Баркера. Даррену противостоял непобеждённый австралиец Бен Крамптон (20-0-1) Баркер выиграл поединок по очкам и завоевал титул Британского Содружества в средней весовой категории.
Провёл ещё четыре поединка против более опытных соперников, в ноябре 2009 года помимо титула Содружества, завоевал титул Великобритании, нокаутировав в 7-м раунде соотечественника Дэнни Бутлера.
В апреле 2010 года выиграл вакантный титул чемпиона Европы по версии EBU, победив по очкам боксёра из Франции, Аффифа Белгешоа.
Около года не выходил на ринг, и в апреле 2011 года снова выиграл титул чемпиона Европы, победив по очкам итальянца, Доменико Спаду.

### Бой с Серхио Мартинесом
Проведя 23 беспроигрышных поединка, 1 октября 2011 года Баркер был выбран в качестве соперника с известным аргентинским боксёром, Серхио Мартинесом. На кону стояли титулы Мартинеса по версии The Ring и брильянтовый пояс по версии WBC. Первая половина боя прошла в равной борьбе, но начиная с 7-8 раундов, Мартинес начал завладевать инициативой и в итоге нокаутировал Баркера в 11-й трехминутке, проведя два не очень точных, но сильных правых боковых в голову. Даррен потерпел первое поражение на профессиональном ринге.
После сокрушительного поражения британец более года не выходил на ринг, но вернулся в декабре 2012 года, и нокаутировал в четвёртом раунде соотечественника Керри Хоупа.
9 марта 2013 года, Баркер досрочно победил итальянца, Симоне Ротото, и завоевал интерконтинентальный титул чемпиона мира по версии IBF.

### Бой с Дэниэлем Гилом
18 августа 2013 года в США состоялся поединок между британцем Дарреном Баркером, и чемпионом по версии IBF, австралийцем Дэниэлем Гилом. Поединок был очень близким, но в 6-м раунде Гил отправил Баркера на канвас. Претендент поднялся и начал выравнивать бой. С небольшим преимуществом Дэниэл Гил выглядел убедительней, но судьи зафиксировали победу раздельным решением в пользу Баркера. Гил с решением не согласился и потребовал реванш. Даррен Баркер стал чемпионом мира.

### Бой с Феликсом Штурмом
7 декабря 2013 года в первой защите титула, Баркер встретился с известным немецким боксёром, бывшим чемпионом мира, Феликсом Штурмом. Во втором раунде Штурм дважды отправлял Баркера нокдаун. Англичанин при падении получил травму правого бедра, и не смог нормально продолжать бой, вскоре после одностороннего избиения, угол Баркера выбросил полотенце. Феликс Штурм победил.
Спустя месяц Баркер объявил о завершении карьеры.